# Heteropogon aureus
Heteropogon aureus là một loài ruồi trong họ Asilidae. Heteropogon aureus được Becker miêu tả năm 1907.